# Осетинская этнографическая энциклопедия
Осетинская этнографическая энциклопедия (ОЭЭ) — энциклопедическое издание на русском языке, выпущенное в 2013 году во Владикавказе и охватывающее широкий спектр тем, посвящённых осетинскому народу. Создано коллективом сотрудников Северо-Осетинского института гуманитарных и социальных исследований под руководством Л. А. Чибирова.

## Описание
Иницитиатор проекта и его главный редактор — историк Л. А. Чибиров. Издано во Владикавказе в издательстве «Проект-Пресс», художественный оформитель — Н. Ф. Василенко, редактор — А. Г. Царахова. Тираж — 600 экземпляров.
В составлении участвовало более 30 специалистов, в основном сотрудники Северо-Осетинского института гуманитарных и социальных исследований (СОИГСИ) и Северо-Осетинского государственного университета (СОГУ), а также некоторые специалисты из Москвы и Санкт-Петербурга. Помощь в составлении оказывали Национальный музей Северной Осетии, Северо-Осетинский государственный художественный музей и Национальный музей Южной Осетии. При написании использовался «Историко-этимологический словарь осетинского языка» В. И. Абаева.
ОЭЭ составлена в форме энциклопедического словаря, упорядоченного на осетинском языке, с названиями как на дигорском, так и на иронском диалектах, также имеется неполный указатель на русском языке. Включает 4 тысячи статей, связанных друг с другом системой отсылок.
Освещает хозяйство и материальную культуру, общественные отношения, духовную культуру, включая религиозные воззрения, мифологию и фольклор, народное искусство, рациональные знания, институт семьи и другие традиционные институты, обряды и поведенческие стереотипы, этногенез и этническую историю, межэтнические и межкультурные связи, территориальные и диаспоральные группы и другие темы, связанные с осетинами. Имеются раздел по истории осетинской этнографии и биографический справочник.
Содержит большое количество иллюстраций, в том числе чёрно-белые и цветные фотографии, рисунки, прорисовки и репродукции графических и живописных работ, включая множество этнографических иллюстраций М. С. Туганова.

## Критика
Российский этнограф Ю. Д. Анчабадзе пишет, что «статьи в подавляющем большинстве представляют собой блестящие образцы энциклопедического нарратива», а редакция «проделала огромную работу, составив объёмный словник, который всесторонне представляет народную культуру осетин», и не оставив «ни одного её компонента, института, процесса или явления, не нашедших отражения в соответствующей словарной статье». По его мнению, выход энциклопедии свидетельствует о высоком уровне осетиноведения.
При этом Анчабадзе отмечает проблемы русскоязычного указателя: неполноту — например, указана статья «Одежда» («Уæлæдæрес»), но не статья «Обувь» («Дзабыртæ»), неточность некоторых русскоязычных названий — например, использование термина «дом» вместо «жилище», избыточное указание слова «осетинская» — например, некоторые темы вроде «медицины» и «педагогики» указаны на букву О.
Также Анчабадзе критикует включение в издание статей на некоторые общие темы, такие как «Ритуал», «Этнос», «Этнография», не связанные с осетинами, в том числе наличие статьи «Шииты», которая кратко освещает это направление ислама, но не указывает, есть ли шииты среди осетин, и при том что отсутствует статья «Сунниты», хотя большинство мусульман Осетии относятся к ним.
Российский кабардинский этнограф Б. Х. Бгажноков называет ОЭЭ серьёзным научным трудом, который «включает в себя не только традиционно этнографические сведения и сюжеты, но и данные смежных научных дисциплин — языкознания, фольклористики, искусствознания, культурологии, истории науки» и отмечает «характерное для авторов энциклопедии внимательное отношение к деталям, к различным вариантам, нюансам и связям этнической культуры».
Грузинский этнограф Р. Топчишвили критикует освещение в ОЭЭ тематики грузино-осетинских отношений и обвиняет издание в фальсификации истории Грузии, присвоении грузинской культуры и игнорировании культурного влияния грузин на осетин. В частности, он утверждает, что издание продолжает советскую традицию, по которой грузинские князья и дворяне описывались как исключительно отрицательные персонажи.
Топчишвили указывает на почти полное отсутствие в энциклопедии биографий грузинских учёных, исследовавших Южную Осетию, и отмечает, что в энциклопедии используются осетинские формы названий в том числе для тех населённых пунктов, для которых в русском языке с XIX—XX века используются грузинские формы названий.

## Награды
- Государственная премия Республики Северная Осетия — Алания имени К. Л. Хетагурова (2015)[1].